# Nerw skórny tylny uda
Nerw skórny tylny uda (łac. nervus cutaneus femoris posterior)  – w anatomii człowieka nerw czuciowy kończyny dolnej. Jego włókna pochodzą z gałęzi brzusznych nerwów rdzeniowych S1, S2, S3. Jest gałęzią długą splotu krzyżowego.
Wychodzi z miednicy przez otwór podgruszkowaty, biegnie w dół pod mięśniem pośladkowym wielkim, a następnie pod powięzią szeroką do okolicy podkolanowej. 
Odchodzą od niego następujące gałęzie: nerwy skórne dolne pośladków unerwiające skórę dolnej części pośladka, gałęzie kroczowe (rami perineales) unerwiające skórę górnej, przyśrodkowej części uda i skórę krocza oraz gałęzie skórne tylne uda (rami cutanei femoris posteriores), unerwiające tylną powierzchnię uda. Obszar unerwienia przez nerw skórny tylny uda sięga do skóry dołu podkolanowego, a czasem też górnej części tylnej strony goleni.